# Lleó marí de Steller
El lleó marí de Steller (Eumetopias jubatus) és un otàrid que viu a les aigües costaneres de l'oceà Pacífic septentrional, des de la Colúmbia Britànica fins a Alaska i el nord del Japó. Els mascles poden pesar fins a 700 kg i mesurar fins a 4 m de llarg.
L'espècie deu el nom al naturalista alemany Georg Wilhelm Steller, que fou el primer a estudiar-la.